# Mateo Pavlović
Mateo Pavlović (Mostar, 9 giugno 1990) è un calciatore bosniaco naturalizzato croato, difensore svincolato.

## Biografia
Anche suo padre Luka è stato un calciatore.

## Caratteristiche tecniche
È un difensore centrale.

## Carriera

### Club
Il 19 giugno 2016 firma un contratto biennale con la squadra francese dell'Angers.